# I.O.I.O.
I.O.I.O. ist ein Lied der Bee Gees, das auf dem Album Cucumber Castle erschienen ist. Es wurde von Barry und Maurice Gibb geschrieben. Das Lied wurde als Single im März 1970 veröffentlicht und hatte Erfolge in den europäischen Charts. Das Musikvideo stammt aus dem Film Cucumber Castle.

## Aufnahme
Der Titel „I.O.I.O.“ wird abgeleitet von den Rufen des Refrain, gesungen von Maurice, begleitet von Colins Trommeln, während Barry die Strophen singt und Gitarre spielt. Der ehemalige Bee Gees Gitarrist Vince Melouney spielte die Gitarre bei der ersten Aufnahme des Liedes am 12. Juni 1968, als sie die Songs für ihr fünftes Album und ihr drittes internationales Album Idea aufnahmen. Er war jedoch nicht bei der Fertigstellung des Liedes anwesend, da er die Gruppe verließ, als das nachfolgende Album Odessa folgte. Die zweite Präsentation des Songs war am 8. Oktober 1969, nachdem sie Twinky und The Chance of Love aufgenommen hatten. Terry Cox, der Schlagzeuger der Band Pentangle, fügte der Fassung am 8. Oktober Schlagzeugakkorde hinzu. Maurice erklärte, dass das Lied noch nicht komplett fertiggestellt sei, doch hatte es immer noch Barrys Stimme inne. Der Song ist ebenso die einzige Bee Gees A-Seiten Single, auf der Gesangssolos von Maurice Gibb vorkommen, hier beim „I.O.“-Gesang.

## Musikalische Struktur
Es markierte den ersten bewussten Einstieg der Gruppe in die so genannte Weltmusik. Laut Robin Gibb entstand die Idee bei dem Besuch seines Bruders Barry in Afrika. Maurice Gibb beschrieb dies als „Barrys afrikanischen Ausflug“. Dies ergibt sich aus der Perkussion-Pause am Anfang des Songs.

## Besetzung
- Barry Gibb – Frontmann und Vocal Harmony, Akustische Gitarre
- Maurice Gibb – Begleitgesang, Bass, Piano, Keyboard-Orgel, Akustische Gitarre
- Vince Melouney – Akustische Gitarre
- Colin Petersen – Schlagzeug
- Terry Cox – Schlagzeug
- Unbekannt – Percussions

## Charts
| ChartsChartplatzierungen       | Höchstplatzierung | Wochen |
| ------------------------------ | ----------------- | ------ |
| Deutschland (GfK)              | 6 (16 Wo.)        | 16     |
| Österreich (Ö3)                | 2 (20 Wo.)        | 20     |
| Vereinigtes Königreich (OCC)   | 49 (1 Wo.)        | 1      |
| Vereinigte Staaten (Billboard) | 94 (1 Wo.)        | 1      |

| ChartsJahrescharts (1970) | Platzierung |
| ------------------------- | ----------- |
| Österreich (Ö3)           | 17          |

## Coverversionen

### Version von B3
| ChartsChartplatzierungen | Höchstplatzierung | Wochen |
| ------------------------ | ----------------- | ------ |
| Deutschland (GfK)        | 4 (23 Wo.)        | 23     |
| Österreich (Ö3)          | 5 (26 Wo.)        | 26     |
| Schweiz (IFPI)           | 24 (18 Wo.)       | 18     |

### Weitere Coverversionen
- In den frühen 1970er-Jahren produzierte die spanische Band „Los Mustang“ eine Coverversion namens Aio, aio (Que se mueran los feos).
- Im Jahre 1972 erstellte der Fernsehschauspieler Butch Patrick, unterstützt durch die Band Sugarloaf, eine Coverversion, produziert von Frank Slay.
- Die amerikanische Boyband B3 erstellte eine Coverversion im Jahre 2002, welche in Deutschland ein Hit war und Platz 4 in den deutschen Charts erreichte. Sie wurde größter Charterfolg der Band.
- Ebenso im Jahre 2002 wurde der Song ein Hit für den südafrikanischen Sänger Kurt Darren in einer in Afrikaans adaptierten Version mit dem Titel „IO Meisie“.
- Eine taiwanische Version des Liedes ist von S.H.E. unter Verwendung derselben Melodie und dem „I.O.I.O.“-Chorus gecovert worden. Im taiwanischen Mandarin kling der „I.O.I.O.“-Chorus ähnlich wie Lieb mich, lieb mich (愛我，愛我).
- Die Gruppe „The Octopus Project“ realisierte eine Cover-Version im Jahre 2008 als ein Weihnachtsgeschenk für ihre Fans.[7]